# Ace (1976)
Ace is een arcadespel van Allied Leisure Industries, Inc. uitgegeven in 1976.

## Spelverloop
Het spel kan enkel gespeeld worden met twee spelers die elk een vliegtuig aansturen in een 2D-omgeving. Het doel is dat de ene speler zo snel mogelijk het vliegtuig van de andere speler neerschiet waarbij hij punten krijgt. Indien een speler zijn vliegtuig zelf doet crashen, krijgt de andere speler ook punten.